# Jammo jà (album)
Jammo jà è un album di Nino D'Angelo uscito nel 2010, in seguito alla partecipazione al Festival di Sanremo 2010 (insieme a Maria Nazionale) con il brano che dà il nome all'album stesso. Il disco è un album-raccolta dove c'è un unico inedito Jammo jà e le nuove versioni di Chesta sera e Mente-cuore.

## Tracce
1. Jammo jà • (N.D'Angelo) (feat. Maria Nazionale)
2. Chesta sera • (N.D'Angelo, A.Venosa)
3. Marì • (N.D'Angelo, C.Tortora, Leon)
4. 'O pate • (N.D'Angelo)
5. Senza giacca e cravatta • (N.D'Angelo, C.Tortora)
6. L'incertezza • (N.D'Angelo)
7. 'A storia 'e nisciuno • (N.D'Angelo, C.Tortora)
8. E te penzo e sto male • (N.D'Angelo)
9. A canzone 'e Tonino • (N.D'Angelo)
10. Mente Cuore • (N.D'Angelo)
11. 'Nu Napulitano • (N.D'Angelo)